# Aiglerio (arcivescovo)
Aiglerio (in francese: Ayglier, in latino: Aiglerius o Ayglerius; ... – 6 novembre 1281) fu un ecclesiastico provenzale, appartenente all'Ordine di San Benedetto. Dal 1266 fu arcivescovo di Napoli.

## Biografia
Di famiglia nobile, entrato nell'Ordine ad Ainay, quartiere di Lione, fu nominato da papa Clemente IV arcivescovo di Napoli il 29 ottobre 1266. Il 5 gennaio 1268, con decisione papale, la festività di San Gennaro fu spostata dal 19 settembre all'8 maggio per permettere alla gente impegnata in autunno nel lavoro dei campi di prendervi parte.
Resse nel 1270 l'abbazia di Montecassino durante l'assenza del fratello e nel 1274 ha assistito al concilio ecumenico di Lione II. Nel 1278 venne eletto patriarca di Gerusalemme e amministratore della chiesa di San Giovanni d'Acri, ma la sua nomina venne annullata.
Morì il 6 novembre 1281 e nel 1315 gli fu eretto un monumento funebre dal suo successore Uberto.